# Margareta Pâslaru

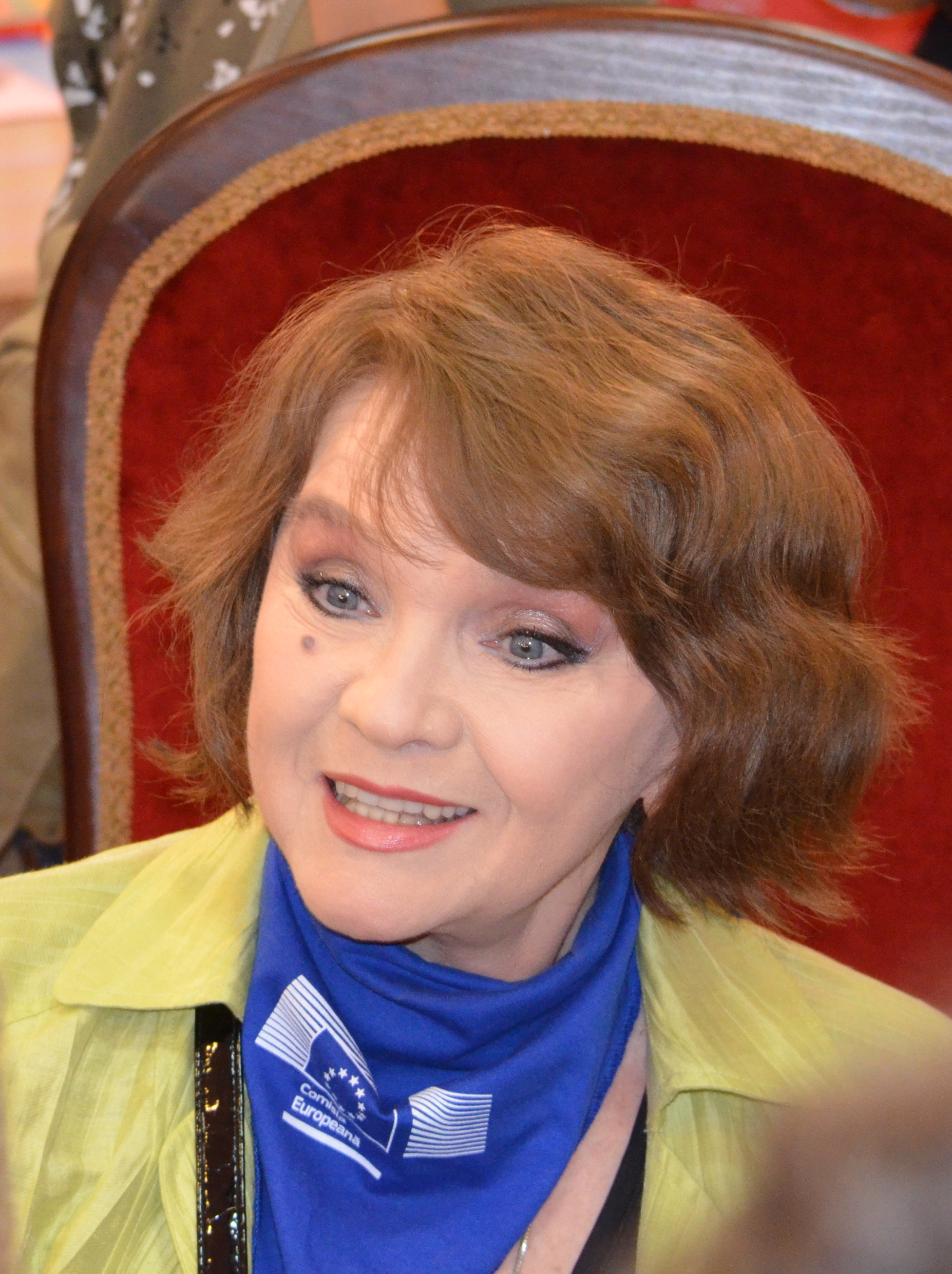
Margareta Pâslaru (2012)

Margareta Pâslaru (su apellido aparece escrito también como Paslaru, Pislaru y Pîslaru) es una cantante y actriz nacida en Bucarest, Rumanía el 9 de julio de 1943. Su repertorio se mueve entre el folk rumano, el pop y el easy listening. Desde los 70 (dice quien?) vive en Estados Unidos. Retirada actualmente de la música, dedica su tiempo a labores humanitarias colaborando con UNICEF. A lo largo de su vida ha recibido multitud de premios y reconocimientos, entre ellos el ser nombrada Miembro de Honor de la Unesco.